# Stranger Than Paradise
Stranger Than Paradise is een Amerikaanse onafhankelijke film uit 1984, geregisseerd door Jim Jarmusch. Al was Permanent Vacation Jarmusch' eerste film, wordt dit toch vaak gezien als zijn debuutfilm. De film won de publieksprijs op het Sundance Film Festival en de Caméra d'Or op het Cannes Film Festival. In 2002 werd de film opgenomen in de National Film Registry.

## Verhaal
De film bestaat uit drie delen:
- In het eerste deel krijgt Willie een telefoontje dat zijn nichtje Eva uit Hongarije hem komt bezoeken in New York voor de komende tien dagen. In eerste instantie gaat Willie hier met tegenzin mee akkoord, maar hij komt er later achter dat hij het best gezellig vindt met haar in huis. Na tien dagen neemt ze afscheid van Willie en Eddie, een goede vriend van Willie die ze toevallig dat weekend had ontmoet.

- Het tweede deel speelt zich een jaar later af. Nadat Willie en Eddie een groot geldbedrag hebben gewonnen, besluiten ze in de auto te stappen en Eva te gaan bezoeken die in Cleveland is bij een tante van Willie. Na een korte periode daar geweest te zijn en veel rondgehangen te hebben met Eva, beginnen ze zich te vervelen en besluiten ze terug te gaan naar New York.

- In het derde en laatste deel van de film besluiten Willie en Eddie in de auto terug te gaan naar het huis van Willie's tante en Eva mee te nemen naar Florida. Wanneer ze met zijn drieën in een hotel zijn verliezen Willie en Eddie na een middagje stappen bijna al hun geld bij een hondenrenbaan. Willie besluit terug te gaan met het kleine beetje geld dat hij nog had en vertrekt om op de paarden te gokken. Als Eva dan alleen in het hotel wordt achtergelaten en besluit een stukje over het strand te lopen, komt ze een ongure man tegen die haar voor iemand anders aanziet en haar een groot bedrag in de handen duwt. Ze laat wat geld achter in de hotelkamer en een briefje waarin staat dat ze naar het vliegveld is gegaan om naar Europa te gaan. Als ze daar aankomt hoort ze dat de enige vlucht naar Europa, de vlucht naar Boedapest is waar ze oorspronkelijk vandaan komt. Als Willie en Eddie met een stapel gewonnen geld weer terugkomen in de hotelkamer komen ze erachter dat Eva is vertrokken. Meteen besluiten ze naar het vliegveld te gaan. Het eindigt met Willie die vertrekt in het vliegtuig naar Boedapest terwijl Eddie nog bij de auto voor het vliegveld aan het wachten is. Op het einde van de film zie je dat Eva nooit in dat vliegtuig is gestapt en terugkomt in een lege hotelkamer.

## Rolverdeling
| Acteur            | Personage       |
| ----------------- | --------------- |
| John Lurie        | Willie          |
| Eszter Balint     | Eva             |
| Richard Edson     | Eddie           |
| Cecillia Stark    | Lotte           |
| Danny Rosen       | Billy           |
| Rammellzee        |                 |
| Tom DiCillo       | luchthavenagent |
| Richard Boes      | arbeider        |
| Rockets Redglare  | pokerspeler     |
| Harvey Perr       | pokerspeler     |
| Brian J. Burchill | pokerspeler     |
| Sara Driver       | meisje met hoed |
| Paul Sloane       | eigenaar motel  |

## Stijlkenmerken
In de film komen veel stijlkenmerken voor die ook terug te zien zijn in Jarmusch' latere films.
- De film is opgenomen in zwart-wit, vaak gefilmd vanuit een sobere locatie en iedere keer als een scène eindigt wordt het beeld zwart. Dit was bedoeld als kritiek op de MTV-cultuur waarin vaak heel snel bewegende muziekvideo's te zien waren met veel kleur.
- Het eerste onderdeel van de drieluik was een kortfilm die al eerder was vertoond op het International Film Festival Rotterdam onder dezelfde naam. Een ander bekende film waarin Jarmusch zijn kortfilms had gemonteerd was Coffee and Cigarettes.
- De muziek van Screamin' Jay Hawkins werd prominent gebruikt in de film. Jarmusch gebruikte de muziek van Hawkins wel vaker voor zijn films en hij had zelf een kleine rol in Mystery Train.